# Mikoian-Gurévitx MiG-35
El  Mikoian MiG-35 , rus: Микоян МиГ-35, designació OTAN:  Fulcrum-F ) és un caça polivalent de 4,5a generació dissenyat per la companyia russa Mikoian, una divisió d'OAK. Comercialitzat com a avió de combat, és un desenvolupament posterior dels caces MiG-29M/M2 i MiG-29K/KUB.
Segons una font de la indústria de defensa russa, el Mikoian MiG-35 és essencialment una variant actualitzada del MiG-29KR.Molts consideren el MiG-35 com un nou nom donat per Mikoian per una qüestió de màrqueting. El primer prototip era una modificació de l'avió que anteriorment havia servit com a avió-demostrador del model MiG-29M2. Mikoian va presentar oficialment el MiG-35 internacionalment durant l'exhibició aèria Aero India del 2007.però els dos primers avions de producció en sèrie van entrar en servei el 2019.
La versió monoplaça rep el nom de MiG-35S i la versió biplaça és el MiG-35UB. El caça ha millorat enormement els sistemes d'armament i aviònica en relació amb les primeres variants del MiG-29, especialment la nova capacitat de focalització d'objectius guiada per precisió i el sistema de localització òptic de disseny únic, que estalvia a l'avió de dependre de sistemes d'intercepció controlats per terra i li permet realitzar missions multitasca independents. Els avions de producció en sèrie utilitzen un radar PESA i també hi ha una opció disponible per al radar AESA. L'avió de producció en sèrie no té control d'empenta vectorial com s'havia planejat anteriorment.

## Desenvolupament
Hi va haver referències a finals dels anys vuitanta a un disseny molt diferent també identificat com a "MiG-35". Aquest disseny era un avió de combat monomotor per a funcions aire-aire i secundàries aire-terra. Segons fonts índies no identificades, l'avió va ser avaluat per pilots indis a la Unió Soviètica i probablement es va suggerir com una alternativa per a l'LCA indi que estava sent desenvolupat en aquell moment.

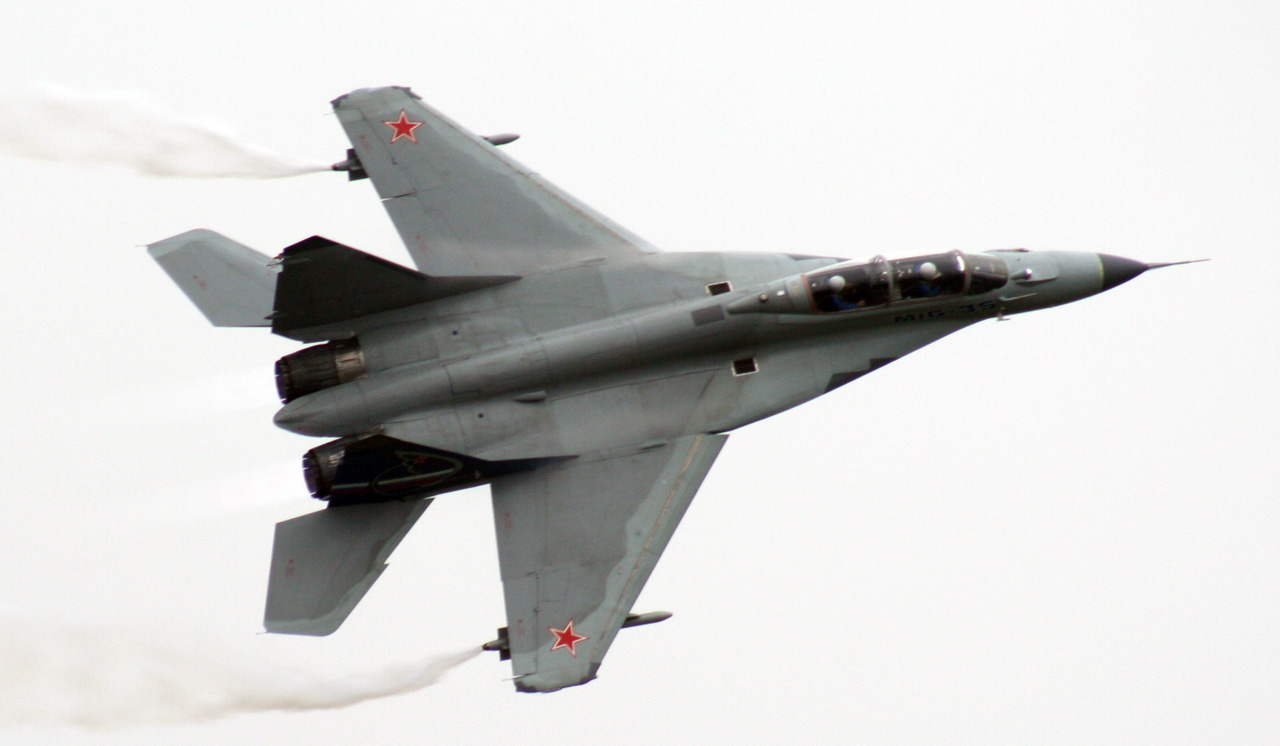
Un MiG-35D pre-sèrie de la Força Aèria Russa

Rússia va presentar per primer cop el MiG-35 a l'exhibició aèria Aero India del 2007 a Bangalore,enmig del desig de Moscou de vendre aquests avions a l'Índia. El MiG-35 competia amb l'Eurofighter Typhoon, Boeing F/A-18E/F Super Hornet, Dassault Rafale, Saab JAS 39 Gripen i el General Dynamics F-16 Fighting Falcon a la Medium Multi-Role Combat Aircraft per un contracte de subministrament de 126 avions de combat polivalents per a la Força Aèria Índia. Les deficiències del radar del MiG-35 i els seus motors RD-33MK van fer que l'avió fos descartat del concurs l'abril de 2011.
Al maig de 2013, es va informar que Rússia tenia intenció de demanar 37 avions. L'agost de 2013, el Ministeri de Defensa de Rússia va declarar que la compra per valor de 37.000 milions de rubles (1.100 milions de dòlars) es retardaria fins al 2016 a causa de les retallades en la despesa del programa armament estatal per al 2014-2016
L’agost de 2015, el coronel general Víktor Bóndarev, comandant de les Forces Aeroespacials Russes, va declarar que el desenvolupament del MiG-35 s’hauria d’acabar el 2017; l'entrada en servei s'hauria de produir el 2018.
Es van construir dos models experimentals ("preproducció") del MiG-35 en virtut d'un contracte per al treball de desenvolupament corresponent amb les Forces Aeroespacials Russes al Complex de Producció núm. 1 AO «RSK „MiG“» a Lukhovitsi, prop de Moscou. El primer vol va tenir lloc el 24 de novembre de 2016. Les proves es realitzaren a l'aeròdrom Grómov de Jukovski, a prop de Moscou.
L’octubre de 2016 es va anunciar la finalització dels treballs per a la creació del MiG-35. El 26 de gener de 2017 es van iniciar les proves aèries.i es va fer la presentació oficial del MiG-35al territori del complex industrial de la Corporació a Lukhovitsi. El recentment presentat MiG-35 va demostrar ser una mica diferent amb el que es va donar a conèixer el 2007, presumptament, l'aeronau no tenia el radar AESA, ni el control vectorial d'empenta, suposadament per mantenir els baixos costos d'adquisició per atreure clients estrangers.
Al febrer de 2017, es va anunciar que es va signar el contracte per construir altres dos avions de preproducció que s'uniran a les proves. També es preveia que començarien els assaigs estatals al centre estatal de proves de vol Txkàlov a Akhtúbinsk el mateix any.
El juliol de 2017, el director general del MiG, Ilià Tarassenko, va dir a la premsa: "Ara estem fent proves i després dels resultats començaran la producció en massa. La producció en sèrie començarà en els propers dos anys"
El 2018, els avions MiG-35 van ser transferits a pilots de proves del Ministeri de Defensa de Rússia per a proves estatals de vol.
L’abril de 2019, el MiG-35UB "11" va enlairar-se per primera vegada per unir-se a les proves. Aquest és el primer dels dos avions de preproducció addicionals encarregats el febrer del 2017.

## Galeria fotogràfica

MiG-35 al MAKS-2009
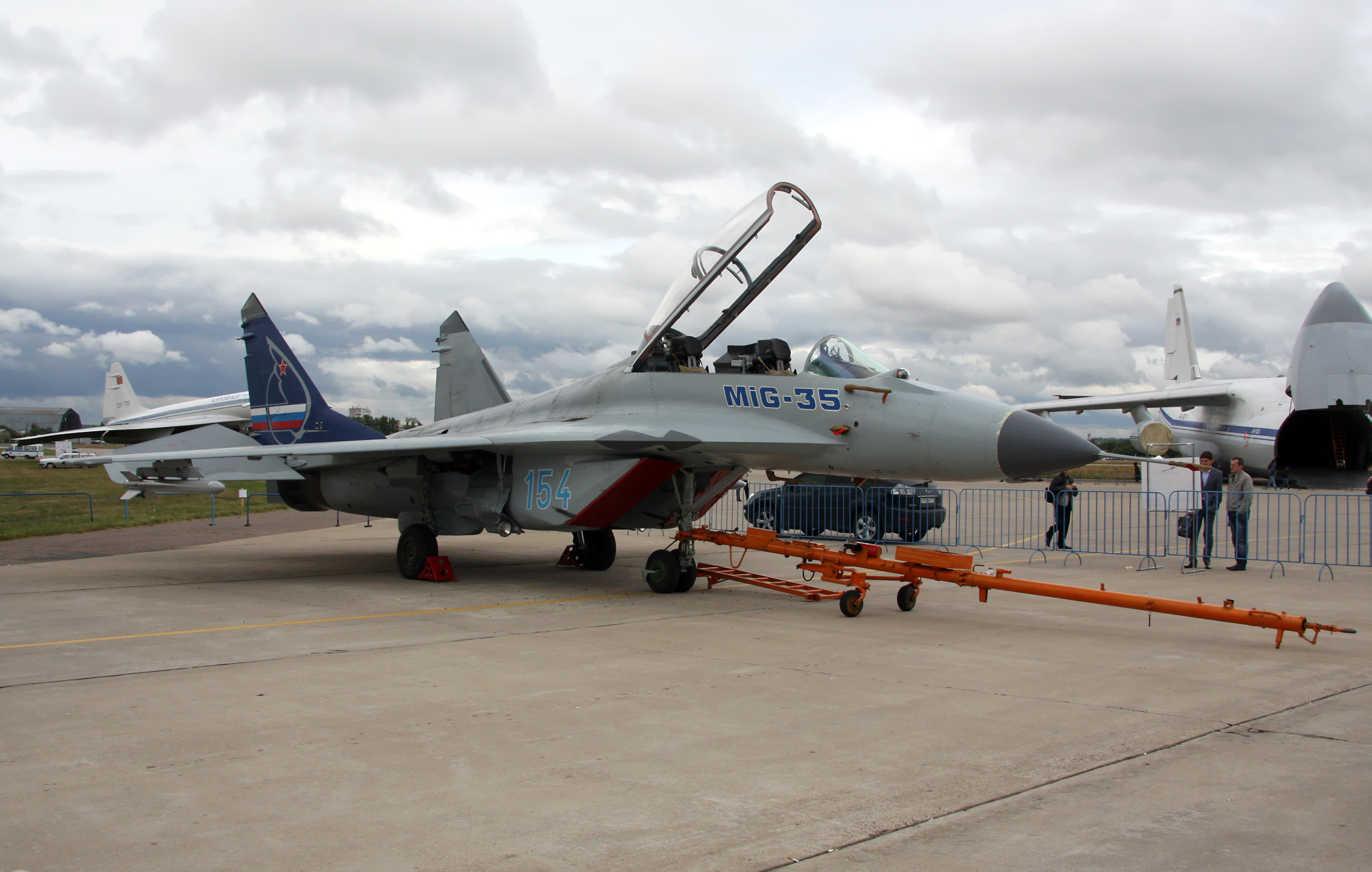
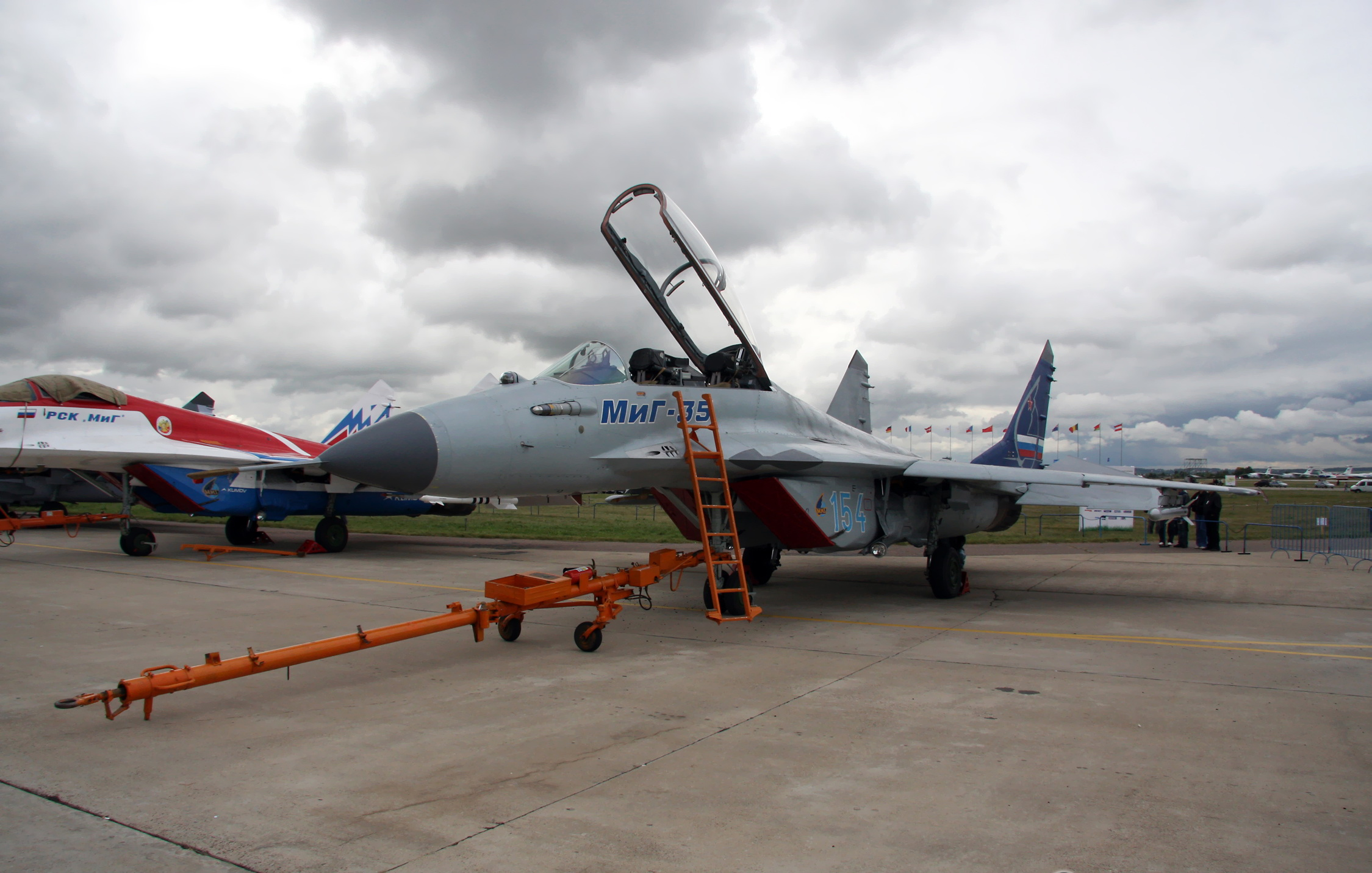
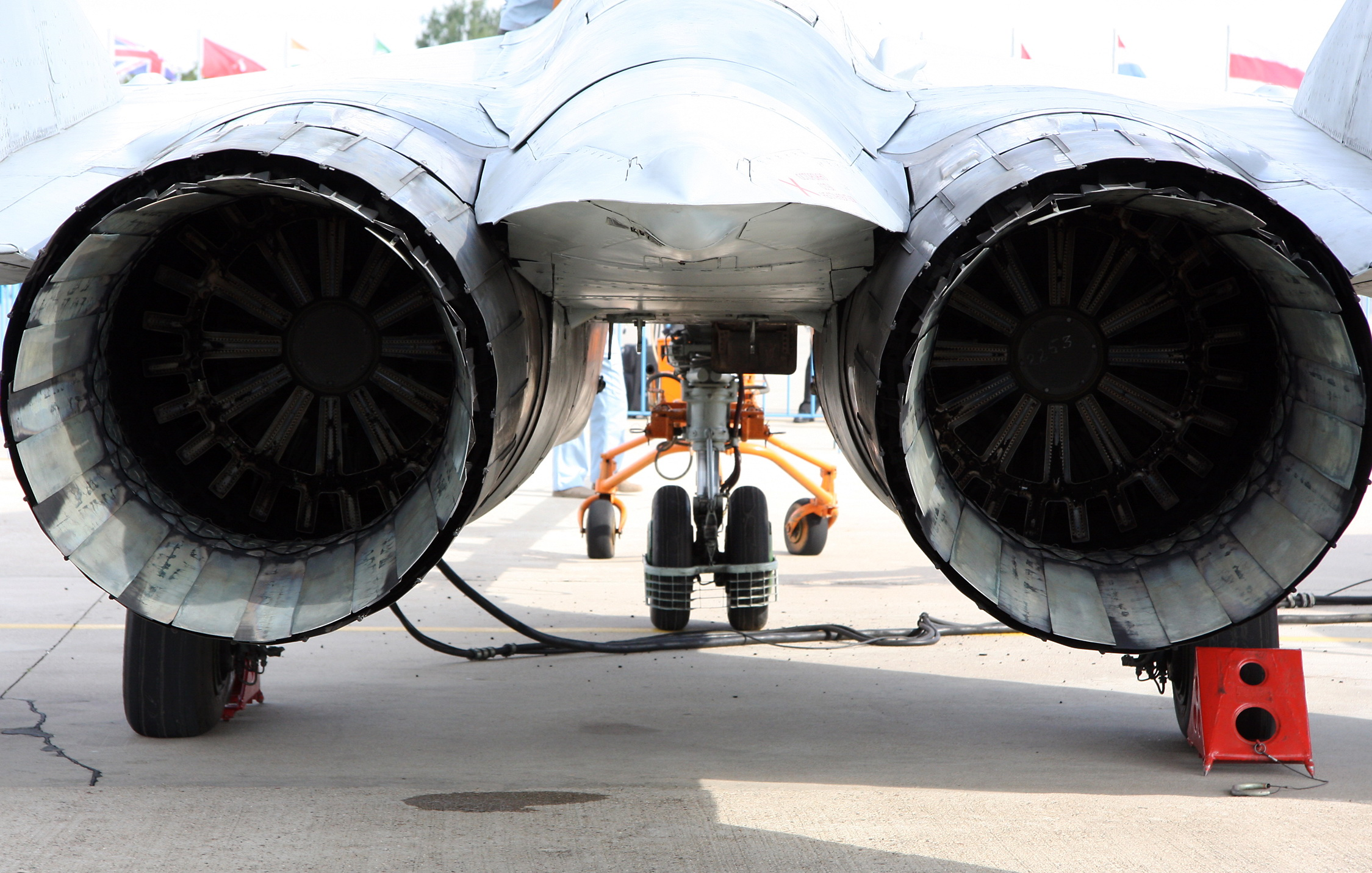
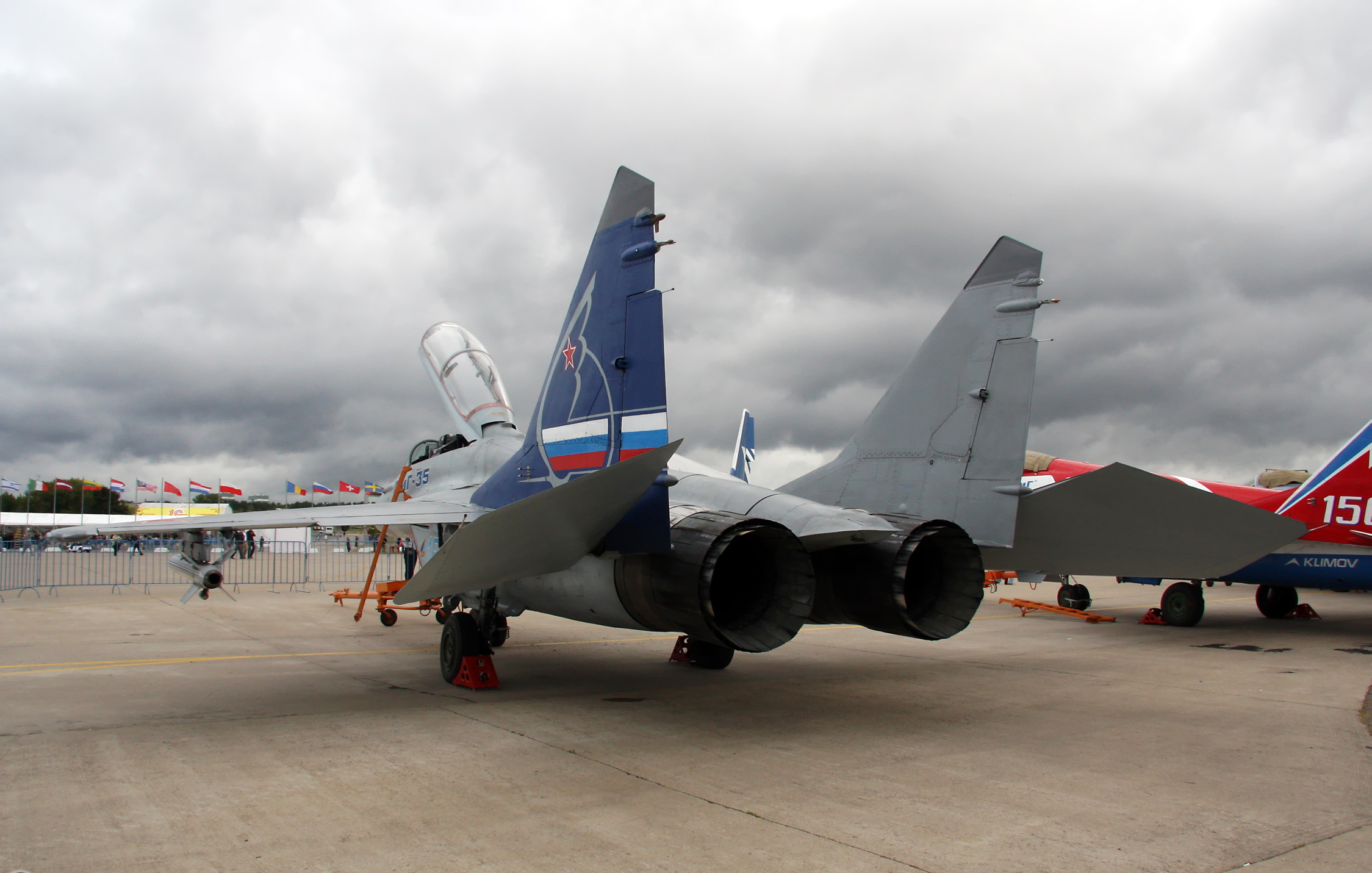
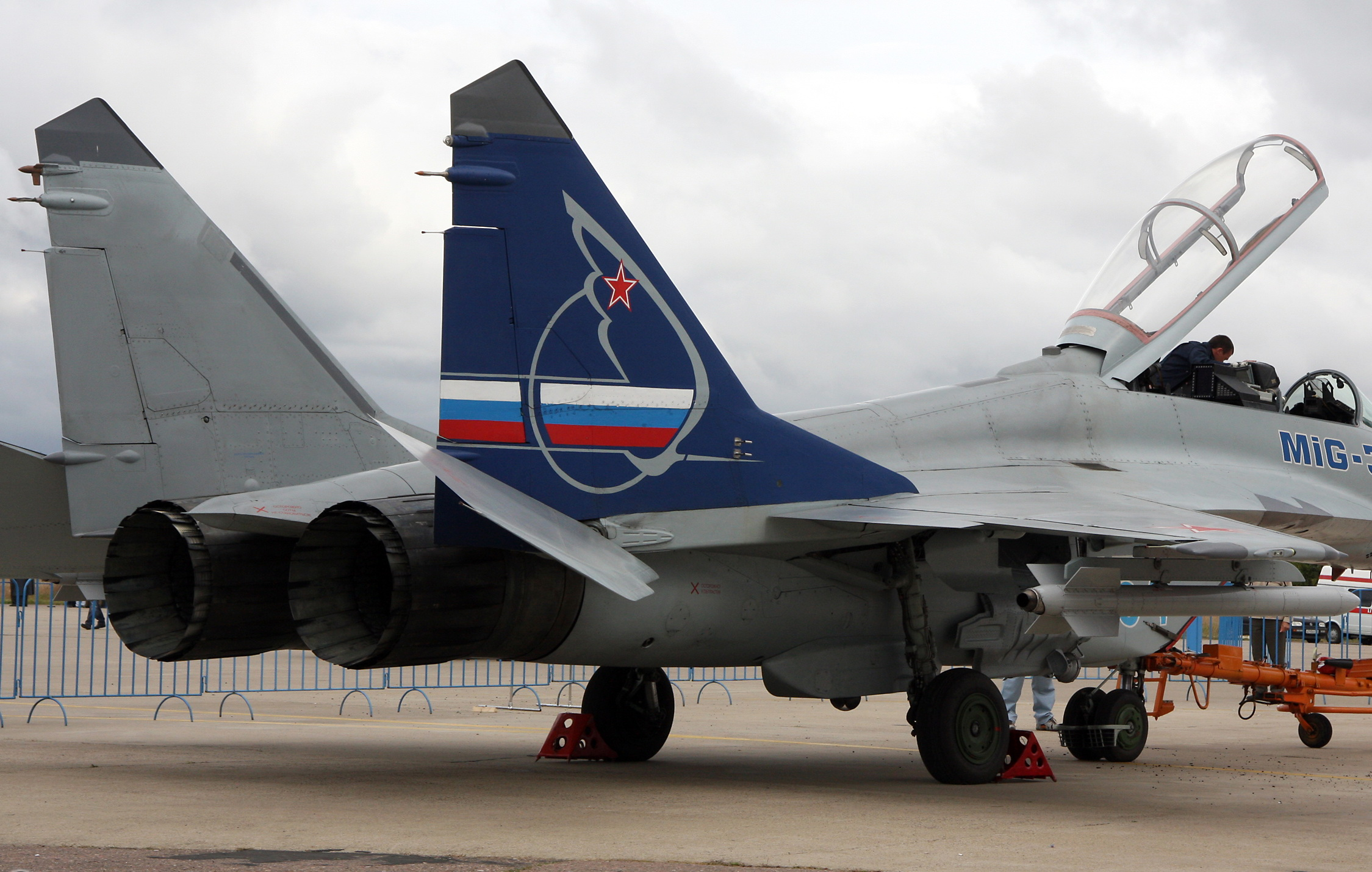

МiG-35 al MAKS-2019
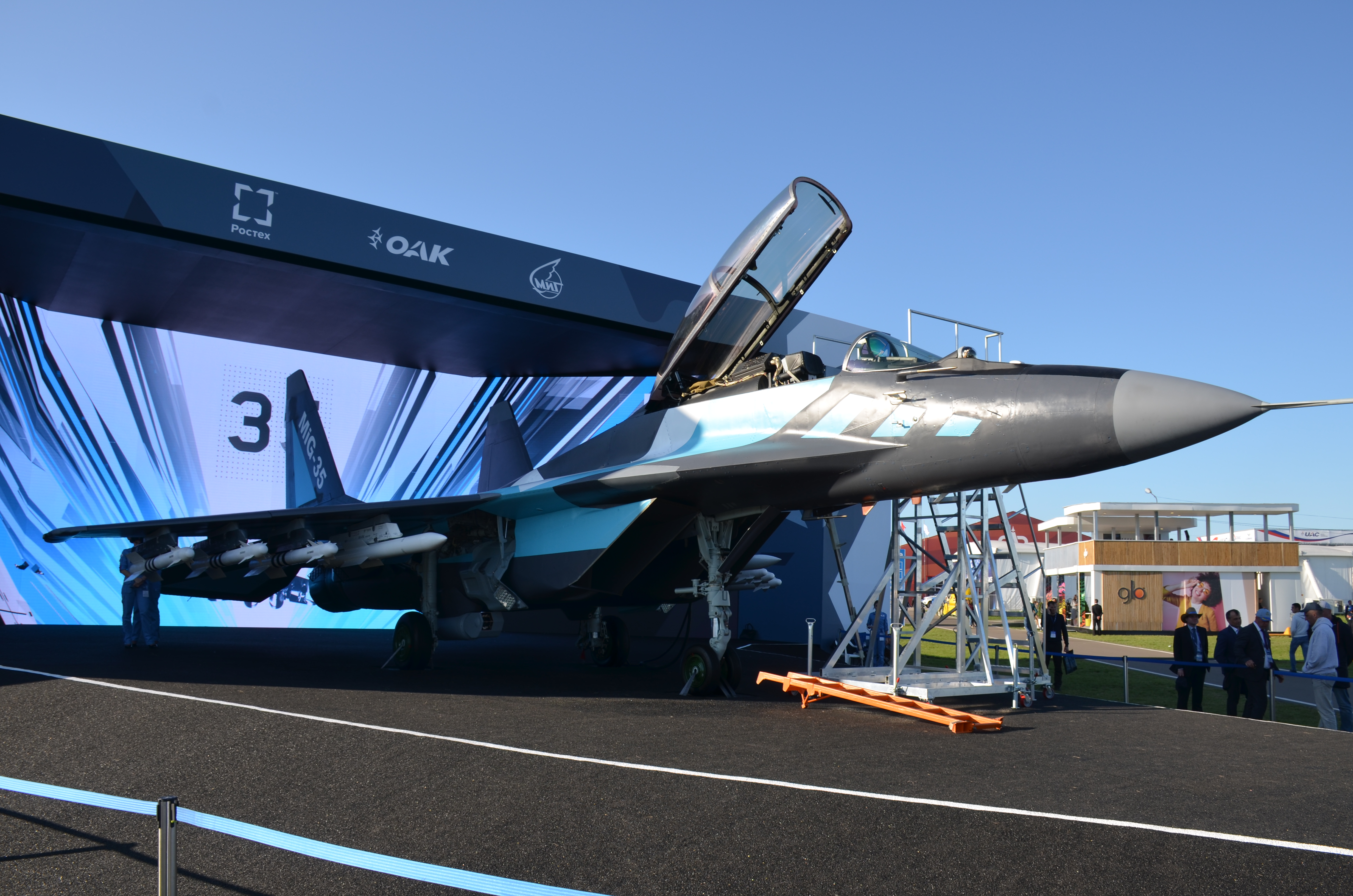
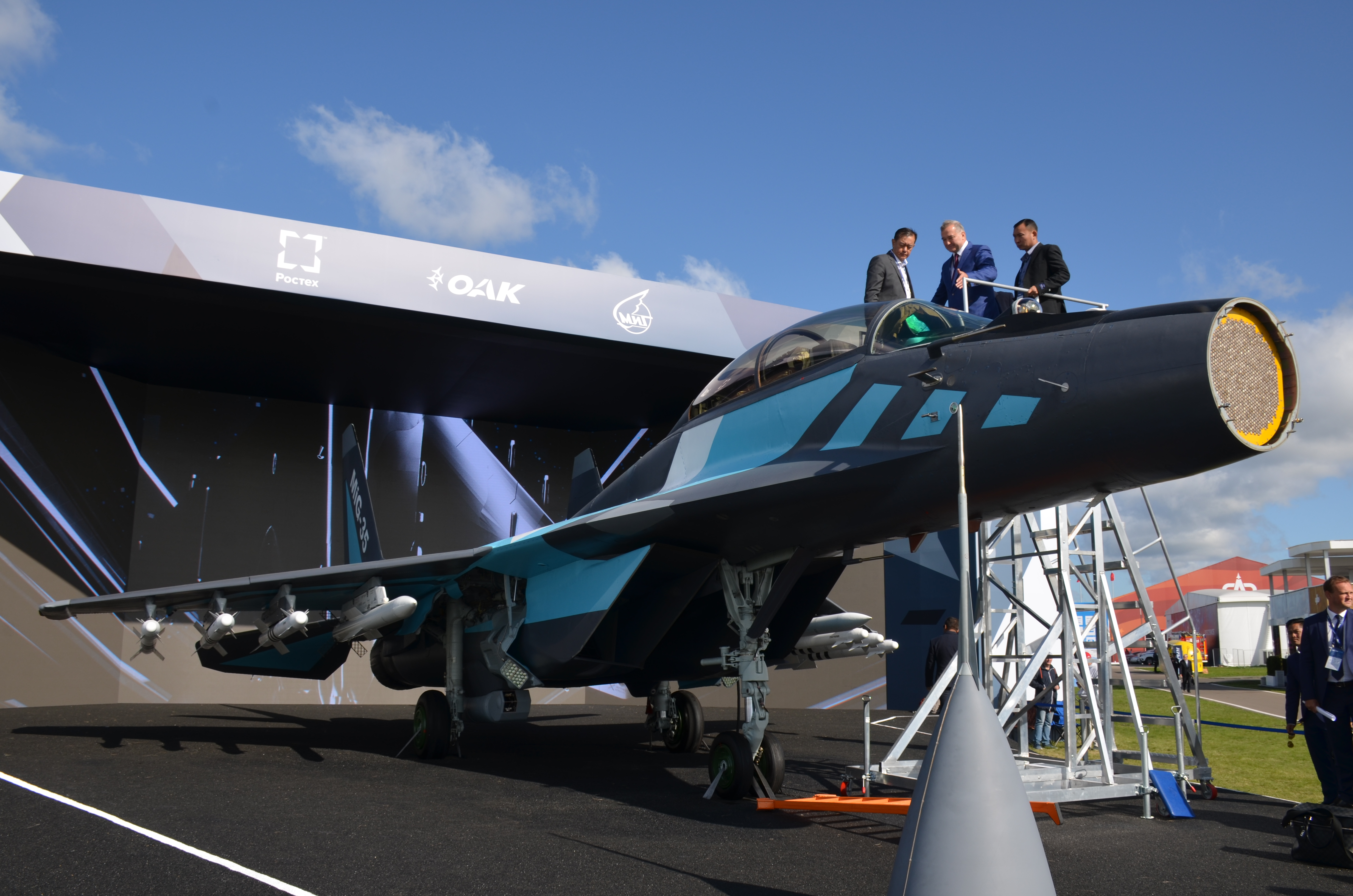
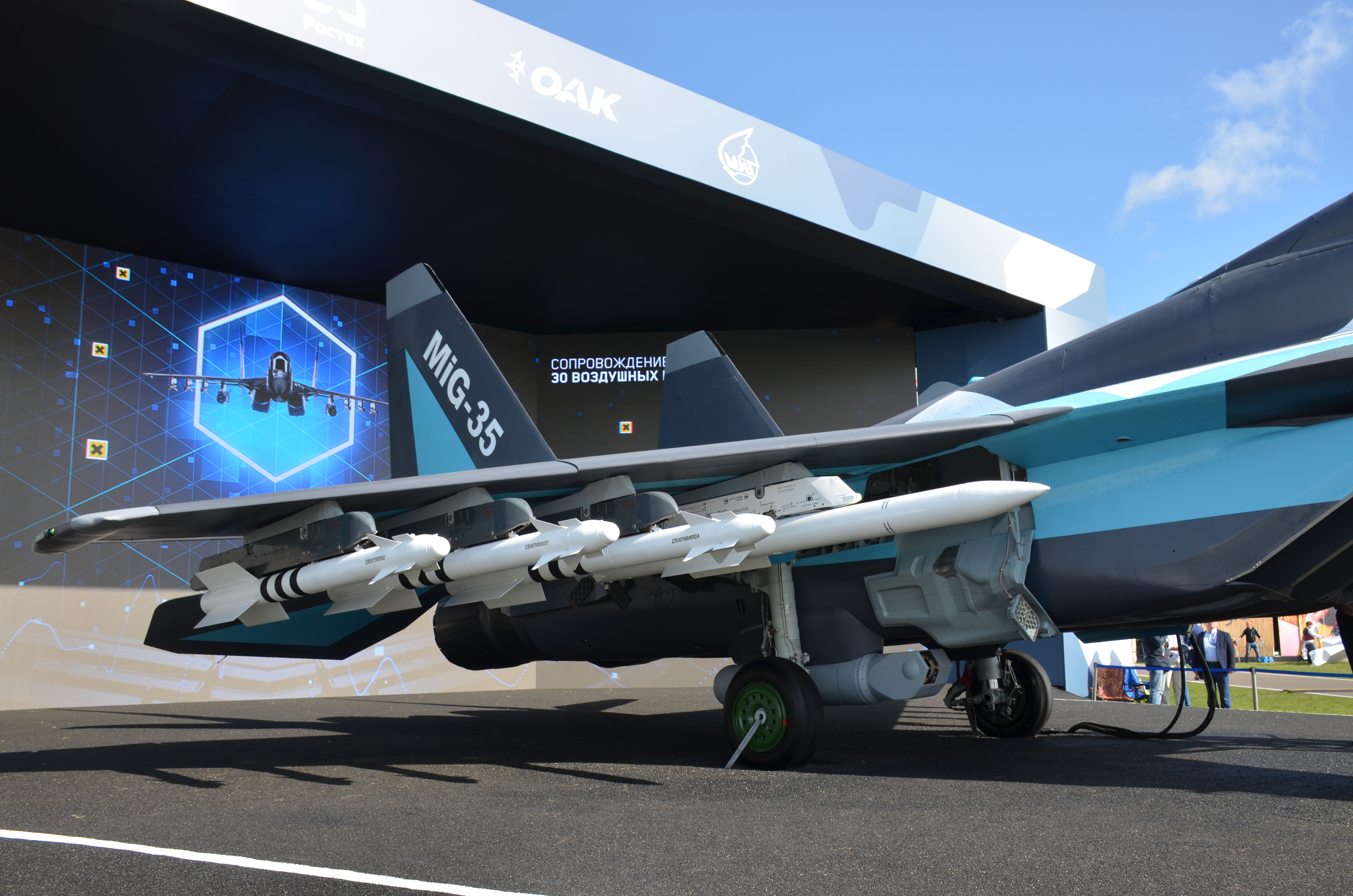
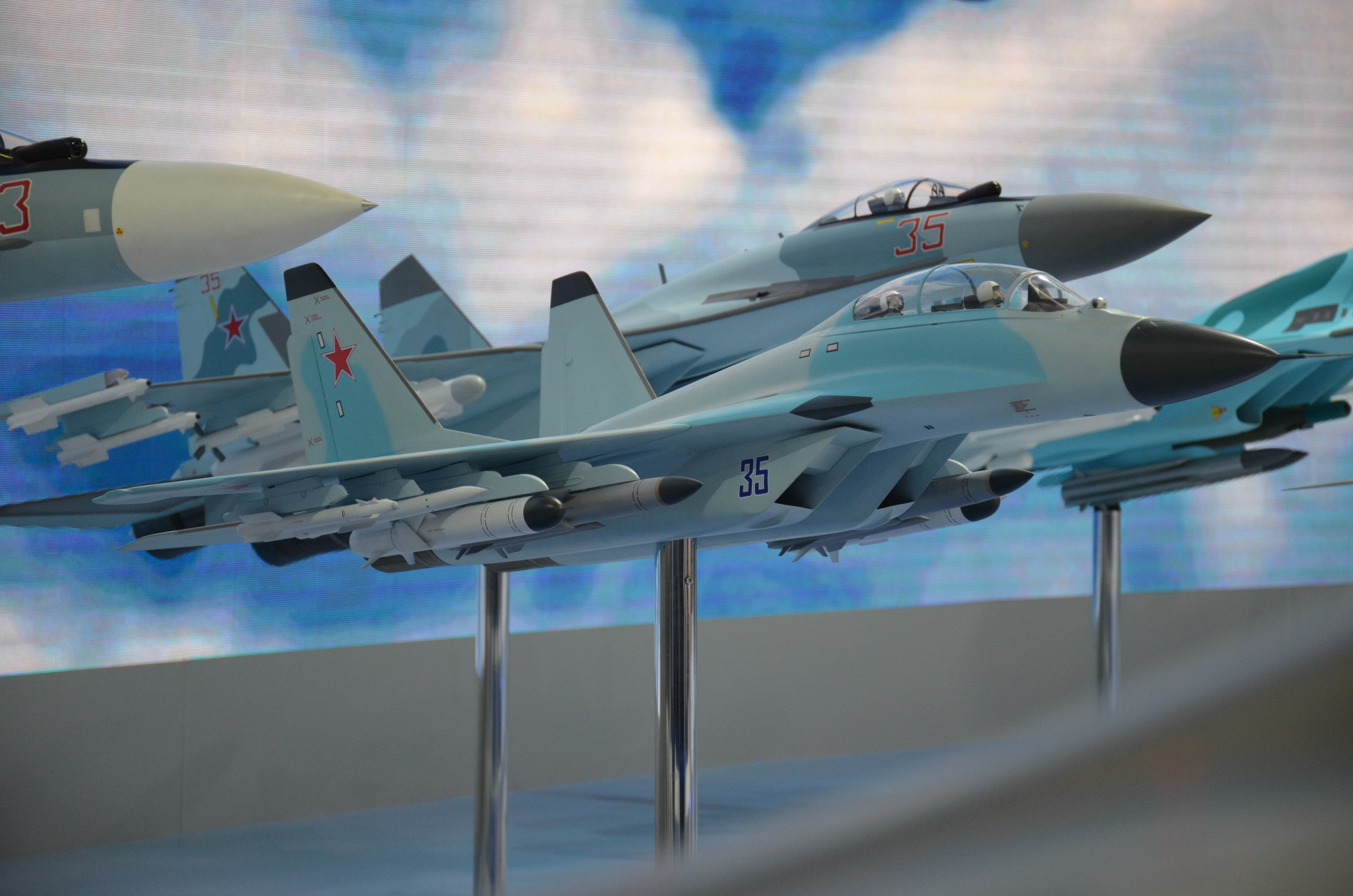